# Гаофэнь-12-4
«Гаофэ́нь-12-4» («Гаофэнь-12» № 4, англ. Gaofen 12-04) («Высокое разрешение») — четвёртый китайский спутник дистанционного зондирования Земли серии «Гаофэнь-12». Спутник был запущен 21 августа 2023 года в 01:45 по пекинскому времени (UTC+8).
Официальное назначение «Гаофэнь-12-4» — «аппарат для обследования государственной территории, городского планирования, проектирования дорожной сети и оценки урожайности, а также для предотвращения стихийных бедствий и уменьшения ущерба от них». Однако обозреватель сайта «Новости космонавтики» Игорь Лисов (Liss) считает, что основным заказчиком является министерство обороны КНР. Гюнтер Дирк Кребс предполагает, что спутники серии «Гаофэнь-12» являются гражданской версией военного КА «Яогань-29».

## Запуск
«Гаофэнь-12-4» был изготовлен в Шанхайской исследовательской академии космической техники (SAST). Там же изготовлена ракета-носитель (РН) «Чанчжэн-4C», использовавшаяся для выведения космического аппарата на орбиту. Разработчиком спутника является Шанхайский проектный институт спутников (кит. 上海卫星工程研究所, англ. Shanghai Institute of Satellite Engineering), входящий в состав SAST.
2 августа 2023 года было объявлено о закрытии районов падения ступеней РН у берегов Бирмы под пуск в ночь с 20 на 21 августа. 15 августа были закрыты районы на территории КНР — все заявленные районы были традиционны для запуска РН «Чанчжэн-4C».
«Гаофэнь-12-4» был запущен 21 августа 2023 года в 01:45 UTC-8 (20 августа в 17:45 UTC) ракетой-носителем «Чанчжэн-4C» (CZ-4C №Y56). Запуск был произведён со стартового комплекса № 94 Центра космических запусков Цзюцюань.
| наклонение       | 97,90°    |
| Перигей          | 596,5 км  |
| Апогей           | 600,8 км  |
| Период обращения | 96,65 мин |

Это был 37-й космический запуск в 2023 году в рамках космической программы КНР.
После запуска появилось предположение, что он вскоре поднимет свою орбиту, как это ранее сделали КА серии «Гаофен-12», запущенные в 2019, 2021 и 2022 году.
Спутник получил международное обозначение COSPAR ID 2023-123A и зарегистрирован в каталоге NORAD под номером 57654.

## Конструкция
Радиолокатор спутника разработан в 14-м институте Китайской корпорации электронной техники. Антенна радиолокатора изготовлена по технологии активной фазированной антенной решетки.